# 高原明生
高原 明生（たかはら あきお、1958年5月26日 - ）は、日本の政治学者。東京大学名誉教授。東京女子大学特別客員教授。専門は現代中国政治、東アジア国際政治。

## 略歴
兵庫県神戸市生まれ。東京都立西高等学校を経て、東京大学法学部卒業後、サセックス大学大学院で修士課程および博士課程修了（D.Phil）。
笹川平和財団研究員、在香港日本国総領事館専門調査員、桜美林大学国際学部専任講師・助教授、立教大学法学部助教授・教授を経て、2005年から東京大学大学院法学政治学研究科教授。2024年3月、東大を定年退職。2024年4月、東京女子大学特別客員教授。

## 人物
- 父親は元伊藤忠商事常務取締役の高原友生。明治学院大学教授の高原孝生は兄[要出典]。

- 中国の一帯一路構想について、一つひとつのプロジェクトを結びつけてあたかも一帯一路構想という大プロジェクトのように表現するのは観念の産物であり、それはまるで実際には一切関係の無い星々を結びつけ、星座として見なしているようなものであると指摘し、「一帯一路星座説」を唱えた[要出典]。

## その他役職
- 公益財団法人日本国際フォーラム研究員[6]・政策委員[7]
- 公益財団法人東京財団上席研究員[8]、
- 公益財団法人日本国際問題研究所客員研究員[8]。
- 公益財団法人国際文化会館評議員[9]

## 著書

### 単著
- The politics of wage policy in post-revolutionary China, Macmillan Press, 1992.

### 共著・編著
- 『開発主義の時代へ　1972-2014』（前田宏子と共著、岩波新書、2014年）
- 『現代アジア研究<1巻>越境』（田村慶子・佐藤幸人と共編著、慶應義塾大学出版会、2008年）
- 『東アジア安全保障の新展開』（五十嵐暁郎・佐々木寛と共編、明石書店、2005年）
- 『毛沢東、鄧小平そして江沢民』（渡辺利夫・小島朋之・杜進と共著、東洋経済新報社、1999年）
- 『中国の時代―21世紀への超大国が生まれる』（小島朋之・高井潔司・阿部純一と共著、三田出版会、1995年）

### 翻訳
- 『中日関係史 1978-2008』（歩平編、東京大学出版会、2009年）